# Tadeusz Zatwarnicki
Tadeusz Zatwarnicki (ur. 2 grudnia 1958 w Chojnowie) – polski entomolog, profesor nauk biologicznych, profesor zwyczajny Uniwersytetu Opolskiego.

## Życiorys
Absolwent liceum ogólnokształcącego w Chojnowie (1978). W 1983 ukończył studia biologiczne na Uniwersytecie Wrocławskim. Doktoryzował się w 1991 na UWr na podstawie rozprawy pt. Klasyfikacja filogenetyczna rodzaju Scatophila Becker (Diptera: Ephydridae), której promotorem był prof. Lech Borowiec. Stopień naukowy doktora habilitowanego uzyskał w 1996 na UWr w oparciu o pracę pt. A new reconstruction of the origin of eremoneuran hypopygium and its classification implications (Insecta: Diptera). Tytuł naukowy profesora nauk biologicznych otrzymał 18 kwietnia 2005.
Od 1984 pracował na Akademii Rolniczej we Wrocławiu, w latach 1998–2001 kierował Katedrą Zoologii na tej uczelni. Na Uniwersytecie Opolskim objął stanowisko profesora zwyczajnego, w kadencji 2012–2016 był kierownikiem Katedry Biosystematyki na Wydziale Przyrodniczo-Technicznym UO. Pracował również w Muzeum i Instytucie Zoologii Polskiej Akademii Nauk, zaś w latach 2006–2015 współpracował z Muzeum Historii Naturalnej w Waszyngtonie.
Opublikował ponad 90 oryginalnych prac naukowych, które w większości ukazały się za granicą. Stworzył koncepcję powstania hypopygium u wyższych muchówek i klasyfikację muchówek z rodziny wodarkowatych; odkrył ponad 130 nowych gatunków, kilka rodzajów i podrodzajów oraz grupę w randze plemienia wodarkowatych. Był członkiem Polskiego Towarzystwa Entomologicznego (1979–1997) i Polskiego Towarzystwa Taksonomicznego (1991–2015).